# Singles Collection (Spiritbox)
Singles Collection è il secondo EP del gruppo musicale canadese Spiritbox, pubblicato il 12 marzo 2019 dalla Pale Chord.

## Descrizione
Contiene i cinque singoli stand-alone precedentemente distribuiti dal gruppo tra il 2018 e gli inizi del 2019, tutti caratterizzati da sonorità che uniscono djent e metalcore, con la voce di Courtney LaPlante che passa frequentemente da uno stile melodico a quello in screaming e growl.
Nel 2021 l'EP è stato distribuito per la prima volta nel formato vinile con l'aggiunta di altri due singoli distribuiti tra il 2019 e il 2020: Rule of Nines e Blessed Be.

## Tracce
1. Perennial – 4:06
2. Electric Cross – 5:23
3. Trust Fall – 5:19
4. Belcarra – 3:55
5. Bleach Bath – 5:05

Tracce bonus nella riedizione del 2021
1. Rule of Nines – 3:31
2. Blessed Be – 4:05